# 木楽舎
株式会社木楽舎（きらくしゃ）は、日本の出版社である。ANA機内誌『翼の王国』連載の単行本「翼の王国books」シリーズ、生物学者・福岡伸一「動的平衡」シリーズ、雑誌『ソトコト』連載の単行本「発酵文化人類学 微生物から見た社会のカタチ」をはじめとした各種書籍の出版、及び編集制作、企画制作及び運営、エージェント業務を行っている。

## 沿革と概要
1998年12月17日、小黒一三により設立された。1999年6月、『ソトコト』を創刊。小黒はスーパーバイザーも務める。
2012年4月より、武蔵野大学有明キャンパスにあるロハスカフェARIAKEを運営。有機豆乳や玄米を使用した身体にやさしいイタリア料理を提供している。
また2014年4月からは、東京・銀座にあるBAR&レストラン・赤道倶楽部の運営を開始。「赤道地帯の恵みを再発見」をコンセプトとした飲食物を提供している。

## 発行書籍
発行書籍のうち、主なものを以下に示す。

### レーベル
翼の王国books
ANA機内誌「翼の王国」での連載を書籍化したもの。累計10万部を突破した「おべんとうの時間」シリーズ（写真・阿部了 / 文・阿部直美）や、「京都の流儀」シリーズ（徳力龍之介）、「作家と一日」（吉田修一）などがある。
- 「翼の王国」のおみやげ(長友　啓典 著　	2016/07/01)
- あの空の下で(吉田　修一 著 2008/10/09)
- 空の冒険(吉田　修一 著 2010/09/01)
- 作家と一日(吉田　修一 著 2015/10/30)
- 泣きたくなるような青空(吉田　修一 著 2017/10/02)
- 最後に手にしたいもの(吉田　修一 著 2017/10/02)

ソトコト新書
2006年5月創刊。創刊ラインナップは、福岡伸一『ロハスの思考』、木村麻紀『ロハス・ワールドリポート』の2点。『ソトコト』に連載されたものなどを収録する。

### 単行本
- 「動的平衡」シリーズ（福岡伸一 著）
  - 動的平衡 生命はなぜそこに宿るのか（2009年2月17日）
  - 動的平衡2 生命は自由になれるのか（2011年12月10日）
  - 動的平衡ダイアローグ 世界観のパラダイムシフト（2014年2月7日）
  - 動的平衡3 チャンスは準備された心にのみ降り立つ（2017年12月6日）
- 地震イツモノート 阪神・淡路大震災の被災者167人にきいたキモチの防災マニュアル（2007年4月20日 / 地震イツモプロジェクト 編 / 渥美公秀 監修 / 寄藤文平 絵）
- 僕たちは島で、未来を見ることにした（2012年12月17日 / 巡りの環）
- わたし、解体はじめました（2014年3月31日 / 畠山千春）
- 発酵文化人類学（2017年5月1日　/　小倉ヒラク）
- 関係人口をつくる　定住でも交流でもないローカルイノベーション（2017年10月24日　/　田中輝美）
- ローカルベンチャー 地域にはビジネスの可能性があふれている（2018年7月2日　/　牧大介）
- こといづ（2018年11月30日　/　高木正勝）
- コミュニティナース 　まちを元気にする“おせっかい”焼きの看護師（2019年2月9日　/　矢田明子）
- Origami Sewing 　ミシンをつかわないあたらしい洋裁（2019年10月30日　/　浜井弘治 ）
- ダブルローカル　複数の視点・なりわい・場をもつこと（2020年4月30日　/　後藤寿和、池田　史子）

## 発行雑誌
『ソトコト』
「社会や環境がよくなって、そしておもしろい」をテーマとしたソーシャル＆エコ・マガジン。世界の、そして日本各地のソーシャルグッドな話題を毎月編集して、ひとりひとりの生活のヒントになる情報をお届ける。1999年の創刊以来、「スローライフ」「ロハス」「ソーシャル」「ローカル」など、社会をリードするさまざまなキーワードを発信。「SOTOKOTO」とは、アフリカのバンツー族のことばで「木の下」という意味。『ソトコト』という木陰で議論しあい、未来につながるいい知恵を生み出そう。そして、それを愉快に伝えていきたい。そんな想いが込められている。2020年より隔月刊に。

『孫の力』
ソトコト増刊号。2011年創刊。原案・監修はベストセラー新書『孫の力』の著者であるサル学者の島泰三。
日本全国の孫と家族のあたたかい関係から、孫とどう接していけばいいのかといった実用的な内容など、すべての孫と祖父母のコミュニケーションをサポートしていく雑誌。
奇数月25日に発売されている。現在休刊中。
　

## 関連事業
フェルメール 光の王国展
　フェルメール作と認識されている全３７作品を、フェルメールが描いた当時の色彩を求め、原寸大で最新の印刷技術「リ・クリエイト」で可能にした作品を一堂に展示。久石譲が、本展のために新作を創作。作品の音声ガイドは、宮沢りえ、小林薫が担当。監修：福岡伸一。

スマイル アフリカ プロジェクト
　「子どもたちと一緒にシューズを回収し、子どもたちにシューズを届ける」
「子どもたちに笑顔のシューズを贈ろう」を合言葉に、子どもたちのサイズの合わなくなったシューズを「回収」し、裸足や裸足に近い状態での生活を余儀なくされている途上国の子どもたちにシューズを「寄贈」するプロジェクトを2008年より継続中。プロジェクトのフロントランナーは、元金メダリスト　高橋尚子。

福岡伸一の知恵の学校
　ただの本好きから、「プロ読者」へ。 目指せ、ブックマイスター。ただ文章を読むのではなく、書かれた時代背景や著者の人生観を知ってもらうことで、一冊の本からさまざまな分野に興味を広げるきっかけをつくりたいと生まれたプロジェクト。

災害イツモマインドセットプロジェクト
　都市の最前線で災害を見つめてきたメディアとしての使命と義務。を掲げ、防災の新常識の啓発とその実践、防災品の開発を行うことで、一人でも多くの命を守ることを目的として活動。朝日新聞社、木楽舎、J-WAVE、フェザンレーヴによる有限責任事業組合。総合監修は防災プロデューサー永田 宏和。